# Physemacris variolosa
Physemacris variolosa är en insektsart som först beskrevs av Carl von Linné 1758.  Physemacris variolosa ingår i släktet Physemacris och familjen Pneumoridae. Inga underarter finns listade i Catalogue of Life.